# 火箭发动机试车台

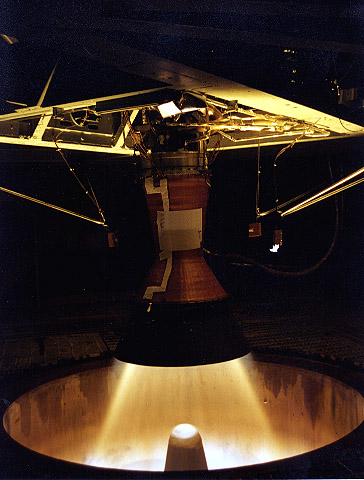
美国白沙试验研究所发动机试车

火箭发动机试车台是火箭发动机在地面可控环境下点火测试的地方，发动机用于实际飞行前必须经过试车。相对于火箭整体测试，发动机试车成本相对较低。
实验条件通常是“海平面围压”或“高空”。海平面试车用于火箭离地特性评定。但海平面试车不能提供发动机在整个工作周期中的性能参数。高空试车则可以。 

## 海平面试车

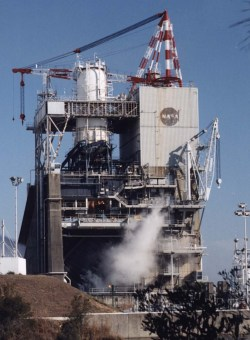
斯坦尼斯航天中心的海平面发动机试车

海平面静态试车的优势就是实施简易。试车台要能固定发动机，并将廢氣安全引导到大气中。结构的整体性，系统的运作以及海平面推力都可以测定或验证。如果发动机在稀薄大气中点火，则即便地面测试良好，实际运行中表现也大不相同。
典型的试车台能在垂直或水平方向上固定发动机，液体火箭发动机通常垂直固定应为其推进剂泵进口与推进剂箱的底部相接。发动机试车中推力测定系统需要将推进剂重量计算在内。发动机废气被导入火焰反射板或深沟，火焰沟槽能将高温废气向安全方向引导，大水量喷洒系统保护沟槽也冷却废气并降低声压（响度）。大型火箭发动机产生的声压超过200分贝。
固体火箭采用两种固定方式均可。联合火焰沟槽需要和垂直试车台同样坚固，但喷水系统降低声压的效率变低。
两种试车台都需要安全防护措施以应对火箭发动机潜在破坏性爆炸。安全措施通常包括试车台远离居民区和危险设施，加装厚混凝土防护墙或土沟，并使用惰性气体（氮气或氦气）来清除爆炸混合物。

## 高空试车
高空试车的优点是可以获得更逼真的模拟发动机高空工作。大气压强随高度增加而下降，推力增加，热传递降低。
高空试车设施比海平面试车台更复杂。发动机被置于封闭室内，启动前室压被降到最低。典型的工作室压约为0.16 psia（对应30,000米海拔），由机械泵抽气得到。机械泵由蒸汽喷射器/扩散器驱动。如果推进剂燃烧产物包含可燃物或爆炸材料，则室内需充满惰性气体，常是氮气。充惰性气体可以防止潜在的爆炸。

## 地面火箭测试基地
- 洛克达因，圣苏珊娜野外实验室
- NASA
  - 火箭发动机测试基地
  - 马歇尔航天飞行中心
  - Plum Brook Station
  - 白沙试验研究所 (WSTF)
  - 斯坦尼斯航天中心
- 阿诺德工程开发中心（USAF）
- 新墨西哥洲高能材料试验中心
- 空军实验室，美国爱德华空军基地
- 普惠航天推进测试基地

- 液体推进系统中心 - 印度喀拉拉邦
- NII-229 (NIIKhIMMash) - 俄罗斯莫斯科
- RAF Spadeadam - 英国（已废弃）
- 航天科技集团六院165所，秦岭基地-中国西安
- 航天科技集团六院101所，雲崗基地-中国北京